# Nederlands voetbalelftal in 2019
Dit is een pagina over het Nederlands voetbalelftal voor mannen in het kalenderjaar 2019. Op 19 november 2018 kwalificeerde Oranje zich in en tegen Duitsland voor de halve finale van de eerste editie van de Nations League. Dit is de eerste keer dat het Nederlands mannenvoetbalelftal een eindronde speelt sinds de derde plaats op het WK2014. Op 16 november 2019 kwalificeerde Oranje zich tevens voor het EK2020, nadat het de vorige editie van dit toernooi, in 2016, miste.

## Wedstrijden
In 2019 kwam het Nederlands voetbalelftal voor mannen uit in de UEFA Nations League. In Portugal reikte Oranje tot de finale, waar verloren werd van het thuisland. Daarnaast speelt Oranje acht wedstrijden met als doel zich te kwalificeren voor het EK2020, waarvan Nederland een van de organiserende landen is.

### Maart
| Donderdag 21 maart 2019 20:45 uur, Europees kampioenschap voetbal 2020 (kwalificatie) | Nederland                                                                              | 4-0 (2-0) | Wit-Rusland | Opstelling Nederland | Opstelling Wit-Rusland |  |
| Stadion: Stadion Feijenoord Toeschouwers: 38.604 Scheidsrechter: Davide Massa         | 1' 10. Depay 21' 9. Wijnaldum 10. Depay 55' (pen.) 10. Depay 86' 4. Van Dijk 10. Depay |           |             | 1. Cillessen, 22. Dumfries 68' ( 2. Tete), 3. De Ligt, 4. Van Dijk , 17. Blind, 15. De Roon 34' 46' ( 6. Pröpper), 21. F. de Jong, 8. Wijnaldum, 7. Bergwijn, 10. Depay, 9. Babel 59' ( 11. Promes) | 16. Harbunow, 3. Martynovich , 4. Shitov, 5. Polyakov, 17. Sivakow, 7. Kavalyow 79' ( 8. Savitski), 2. Dragun 30' 86' ( 9. Laptsew), 14. Putsila 32', 18. Mayewski, 22. Stasevich, 13. Signevich 62' ( 11. Saroka) |  |
| Stadion: Stadion Feijenoord Toeschouwers: 38.604 Scheidsrechter: Davide Massa         |                                                                                        |           |             | 1. Cillessen, 22. Dumfries 68' ( 2. Tete), 3. De Ligt, 4. Van Dijk , 17. Blind, 15. De Roon 34' 46' ( 6. Pröpper), 21. F. de Jong, 8. Wijnaldum, 7. Bergwijn, 10. Depay, 9. Babel 59' ( 11. Promes) | 16. Harbunow, 3. Martynovich , 4. Shitov, 5. Polyakov, 17. Sivakow, 7. Kavalyow 79' ( 8. Savitski), 2. Dragun 30' 86' ( 9. Laptsew), 14. Putsila 32', 18. Mayewski, 22. Stasevich, 13. Signevich 62' ( 11. Saroka) |  |
| Stadion: Stadion Feijenoord Toeschouwers: 38.604 Scheidsrechter: Davide Massa         |                                                                                        |           |             | 1. Cillessen, 22. Dumfries 68' ( 2. Tete), 3. De Ligt, 4. Van Dijk , 17. Blind, 15. De Roon 34' 46' ( 6. Pröpper), 21. F. de Jong, 8. Wijnaldum, 7. Bergwijn, 10. Depay, 9. Babel 59' ( 11. Promes) | 16. Harbunow, 3. Martynovich , 4. Shitov, 5. Polyakov, 17. Sivakow, 7. Kavalyow 79' ( 8. Savitski), 2. Dragun 30' 86' ( 9. Laptsew), 14. Putsila 32', 18. Mayewski, 22. Stasevich, 13. Signevich 62' ( 11. Saroka) |  |
|                                                                                       |                                                                                        |           |             | | |  |

| Zondag 24 maart 2019 20:45 uur, Europees kampioenschap voetbal 2020 (kwalificatie)  | Nederland                                           | 2-3 (0-2) | Duitsland                                                                  | Opstelling Nederland | Opstelling Duitsland |  |
| Stadion: Johan Cruijff ArenA Toeschouwers: 51.694 Scheidsrechter: Jesús Gil Manzano | 48' 3. De Ligt 10. Depay 63' 10. Depay 9. Wijnaldum |           | 15' 19. Sane 14. Schulz 34' 20. Gnabry 16. Rudiger 90' 14. Schulz 11. Reus | 1. Cillessen, 22. Dumfries, 3. De Ligt, 4. Van Dijk , 17. Blind 38', 15. De Roon 91' ( 19. L. de Jong), 21. F. de Jong, 8. Wijnaldum, 11. Promes, 10. Depay, 9. Babel 46' ( 7. Bergwijn) | 1. Neuer , 2. Kehrer, 4. Ginter, 6. Kimmich, 8. Kroos, 14. Schulz, 15. Süle, 16. Rudiger, 18. Goretzka 70' ( 21. Gündogan), 19. Sané, 20. Gnabry 88' ( 11. Reus) |  |
| Stadion: Johan Cruijff ArenA Toeschouwers: 51.694 Scheidsrechter: Jesús Gil Manzano |                                                     |           |                                                                            | 1. Cillessen, 22. Dumfries, 3. De Ligt, 4. Van Dijk , 17. Blind 38', 15. De Roon 91' ( 19. L. de Jong), 21. F. de Jong, 8. Wijnaldum, 11. Promes, 10. Depay, 9. Babel 46' ( 7. Bergwijn) | 1. Neuer , 2. Kehrer, 4. Ginter, 6. Kimmich, 8. Kroos, 14. Schulz, 15. Süle, 16. Rudiger, 18. Goretzka 70' ( 21. Gündogan), 19. Sané, 20. Gnabry 88' ( 11. Reus) |  |
| Stadion: Johan Cruijff ArenA Toeschouwers: 51.694 Scheidsrechter: Jesús Gil Manzano |                                                     |           |                                                                            | 1. Cillessen, 22. Dumfries, 3. De Ligt, 4. Van Dijk , 17. Blind 38', 15. De Roon 91' ( 19. L. de Jong), 21. F. de Jong, 8. Wijnaldum, 11. Promes, 10. Depay, 9. Babel 46' ( 7. Bergwijn) | 1. Neuer , 2. Kehrer, 4. Ginter, 6. Kimmich, 8. Kroos, 14. Schulz, 15. Süle, 16. Rudiger, 18. Goretzka 70' ( 21. Gündogan), 19. Sané, 20. Gnabry 88' ( 11. Reus) |  |
|                                                                                     |                                                     |           |                                                                            | | |  |

### Juni
| 6 juni 2019, UEFA Nations League 2018/19                                                 | Nederland                                                               | 3-1 n.v. 1-1 (0-1) | Engeland                | Opstelling Nederland | Opstelling Engeland |  |
| Stadion: Estádio D. Afonso Henriques Toeschouwers: 25.711 Scheidsrechter: Clément Turpin | 3. De Ligt 73' 10. Depay 2. Walker 97' (e.d.) 11. Promes 114' 10. Depay |                    | 32' (pen.) 19. Rashford | 1. Cillessen, 22. Dumfries 45', 3. De Ligt 30', 4. Van Dijk , 17. Blind, 15. De Roon 68' ( 20. Van de Beek 106'), 21. F. de Jong 114' ( 16. Strootman), 8. Wijnaldum, 7. Bergwijn 91' ( 6. Pröpper), 10. Depay, 9. Babel 68' ( 11. Promes) | 1. Pickford, 2. Walker, 5. Stones, 6. Maguire, 10. Sterling , 11. Sancho 46' ( 7. Lingard), 14. Chilwell, 16. Delph 46' ( 8. Henderson), 17. Rice 106' ( 20. Alli), 18. Barkley, 19. Rashford 46' ( 9. Kane 70' |  |
| Stadion: Estádio D. Afonso Henriques Toeschouwers: 25.711 Scheidsrechter: Clément Turpin |                                                                         |                    |                         | 1. Cillessen, 22. Dumfries 45', 3. De Ligt 30', 4. Van Dijk , 17. Blind, 15. De Roon 68' ( 20. Van de Beek 106'), 21. F. de Jong 114' ( 16. Strootman), 8. Wijnaldum, 7. Bergwijn 91' ( 6. Pröpper), 10. Depay, 9. Babel 68' ( 11. Promes) | 1. Pickford, 2. Walker, 5. Stones, 6. Maguire, 10. Sterling , 11. Sancho 46' ( 7. Lingard), 14. Chilwell, 16. Delph 46' ( 8. Henderson), 17. Rice 106' ( 20. Alli), 18. Barkley, 19. Rashford 46' ( 9. Kane 70' |  |
| Stadion: Estádio D. Afonso Henriques Toeschouwers: 25.711 Scheidsrechter: Clément Turpin |                                                                         |                    |                         | 1. Cillessen, 22. Dumfries 45', 3. De Ligt 30', 4. Van Dijk , 17. Blind, 15. De Roon 68' ( 20. Van de Beek 106'), 21. F. de Jong 114' ( 16. Strootman), 8. Wijnaldum, 7. Bergwijn 91' ( 6. Pröpper), 10. Depay, 9. Babel 68' ( 11. Promes) | 1. Pickford, 2. Walker, 5. Stones, 6. Maguire, 10. Sterling , 11. Sancho 46' ( 7. Lingard), 14. Chilwell, 16. Delph 46' ( 8. Henderson), 17. Rice 106' ( 20. Alli), 18. Barkley, 19. Rashford 46' ( 9. Kane 70' |  |
|                                                                                          |                                                                         |                    |                         | | |  |

| 9 juni 2019, UEFA Nations League 2018/19                                                 | Portugal       | 1-0 (0-0) | Nederland | Opstelling Portugal | Opstelling Nederland |  |
| Stadion: Estádio do Dragão Toeschouwers: 43.199 Scheidsrechter: Alberto Undiano Mallenco | 17. Guedes 60' |           |           | 1. Patrício, 4. Dias, 5. Guerreiro, 6. Fonte, 20. Semedo, 14. Carvalho 90' ( 18. Neves), 10. B. Silva, 13. Pereira, 16. Fernandes 81' ( 8. Moutinho), 7. Ronaldo , 17. Guedes 75' ( 15. R. Silva) | 1. Cillessen, 22. Dumfries 88', 3. De Ligt, 4. Van Dijk 90', 17. Blind, 15. De Roon 82' ( 19. L. de Jong), 21. F. de Jong, 8. Wijnaldum, 7. Bergwijn 60' ( 20. Van de Beek), 10. Depay, 9. Babel 46' ( 11. Promes) |  |
| Stadion: Estádio do Dragão Toeschouwers: 43.199 Scheidsrechter: Alberto Undiano Mallenco |                |           |           | 1. Patrício, 4. Dias, 5. Guerreiro, 6. Fonte, 20. Semedo, 14. Carvalho 90' ( 18. Neves), 10. B. Silva, 13. Pereira, 16. Fernandes 81' ( 8. Moutinho), 7. Ronaldo , 17. Guedes 75' ( 15. R. Silva) | 1. Cillessen, 22. Dumfries 88', 3. De Ligt, 4. Van Dijk 90', 17. Blind, 15. De Roon 82' ( 19. L. de Jong), 21. F. de Jong, 8. Wijnaldum, 7. Bergwijn 60' ( 20. Van de Beek), 10. Depay, 9. Babel 46' ( 11. Promes) |  |
| Stadion: Estádio do Dragão Toeschouwers: 43.199 Scheidsrechter: Alberto Undiano Mallenco |                |           |           | 1. Patrício, 4. Dias, 5. Guerreiro, 6. Fonte, 20. Semedo, 14. Carvalho 90' ( 18. Neves), 10. B. Silva, 13. Pereira, 16. Fernandes 81' ( 8. Moutinho), 7. Ronaldo , 17. Guedes 75' ( 15. R. Silva) | 1. Cillessen, 22. Dumfries 88', 3. De Ligt, 4. Van Dijk 90', 17. Blind, 15. De Roon 82' ( 19. L. de Jong), 21. F. de Jong, 8. Wijnaldum, 7. Bergwijn 60' ( 20. Van de Beek), 10. Depay, 9. Babel 46' ( 11. Promes) |  |
|                                                                                          |                |           |           | | |  |

### September
| Vrijdag 6 september 2019 20:45, Europees kampioenschap voetbal 2020 (kwalificatie) | Duitsland                         | 2-4 (1-0) | Nederland                                                                                            | Opstelling Duitsland | Opstelling Nederland |  |
| Stadion: Volksparkstadion Toeschouwers: 51.299 Scheidsrechter: Artur Soares Dias   | 20. Gnabry 9' 8. Kroos 73' (pen.) |           | 59' 21. F. de Jong 9. Babel 66' (e.d.) 5. Tah 79' 7. Malen 8. Wijnaldum 90+1' 8. Wijnaldum 10. Depay | 1. Neuer , 4. Ginter 84' ( 10. Brandt), 15. Süle, 5. Tah, 13. Klostermann, 6. Kimmich 35', 8. Kroos, 14. Schulz, 11. Reus 61' ( 21. Gündogan), 20. Gnabry, 9. Werner 61' ( 7. Havertz) | 1. Cillessen, 22. Dumfries 58' ( 6. Pröpper), 3. De Ligt, 4. Van Dijk , 17. Blind, 15. De Roon 49' 58' ( 7. Malen), 21. F. de Jong 72', 8. Wijnaldum, 11. Promes, 10. Depay 88', 9. Babel 81' ( 5. Aké) |  |
| Stadion: Volksparkstadion Toeschouwers: 51.299 Scheidsrechter: Artur Soares Dias   |                                   |           | | 1. Neuer , 4. Ginter 84' ( 10. Brandt), 15. Süle, 5. Tah, 13. Klostermann, 6. Kimmich 35', 8. Kroos, 14. Schulz, 11. Reus 61' ( 21. Gündogan), 20. Gnabry, 9. Werner 61' ( 7. Havertz) | 1. Cillessen, 22. Dumfries 58' ( 6. Pröpper), 3. De Ligt, 4. Van Dijk , 17. Blind, 15. De Roon 49' 58' ( 7. Malen), 21. F. de Jong 72', 8. Wijnaldum, 11. Promes, 10. Depay 88', 9. Babel 81' ( 5. Aké) |  |
| Stadion: Volksparkstadion Toeschouwers: 51.299 Scheidsrechter: Artur Soares Dias   |                                   |           | | 1. Neuer , 4. Ginter 84' ( 10. Brandt), 15. Süle, 5. Tah, 13. Klostermann, 6. Kimmich 35', 8. Kroos, 14. Schulz, 11. Reus 61' ( 21. Gündogan), 20. Gnabry, 9. Werner 61' ( 7. Havertz) | 1. Cillessen, 22. Dumfries 58' ( 6. Pröpper), 3. De Ligt, 4. Van Dijk , 17. Blind, 15. De Roon 49' 58' ( 7. Malen), 21. F. de Jong 72', 8. Wijnaldum, 11. Promes, 10. Depay 88', 9. Babel 81' ( 5. Aké) |  |
| Bijz.: Debuut van Donyell Malen voor Oranje.                                       |                                   |           | | | |  |

| Maandag 9 september 2019 20:45, Europees kampioenschap voetbal 2020 (kwalificatie) | Estland | 0-4 (0-1) | Nederland                                                                                         | Opstelling Estland | Opstelling Nederland |  |
| Stadion: Lilleküla-stadion Toeschouwers: 11.006 Scheidsrechter: Sergiej Bojko      |         |           | 17' 9. Babel 17. Blind 48' 9. Babel 10. Depay 76' 10. Depay 3. De Ligt 87' 8. Wijnaldum 10. Depay | 12. Lepmets, 23. Teniste 53', 16. Tamm 70', 15. Klavan , 19. Kallaste, 4. Kait, 18. Mets 86', 6. Ainsalu 87' ( 20. Dimitrijev), 10. Zenjov 60' ( 7. Liivak), 9. Sorga, 11. Ojamaa 85' ( 17. Sappinen) | 1. Cillessen, 2. Veltman 73', 3. De Ligt, 4. Van Dijk , 17. Blind, 6. Pröpper, 21. F. de Jong 71' ( 19. L. de Jong), 8. Wijnaldum, 7. Malen 63' ( 14. Berghuis), 10. Depay, 9. Babel 84' ( 16. Strootman) |  |
| Stadion: Lilleküla-stadion Toeschouwers: 11.006 Scheidsrechter: Sergiej Bojko      |         |           |                                                                                                   | 12. Lepmets, 23. Teniste 53', 16. Tamm 70', 15. Klavan , 19. Kallaste, 4. Kait, 18. Mets 86', 6. Ainsalu 87' ( 20. Dimitrijev), 10. Zenjov 60' ( 7. Liivak), 9. Sorga, 11. Ojamaa 85' ( 17. Sappinen) | 1. Cillessen, 2. Veltman 73', 3. De Ligt, 4. Van Dijk , 17. Blind, 6. Pröpper, 21. F. de Jong 71' ( 19. L. de Jong), 8. Wijnaldum, 7. Malen 63' ( 14. Berghuis), 10. Depay, 9. Babel 84' ( 16. Strootman) |  |
| Stadion: Lilleküla-stadion Toeschouwers: 11.006 Scheidsrechter: Sergiej Bojko      |         |           |                                                                                                   | 12. Lepmets, 23. Teniste 53', 16. Tamm 70', 15. Klavan , 19. Kallaste, 4. Kait, 18. Mets 86', 6. Ainsalu 87' ( 20. Dimitrijev), 10. Zenjov 60' ( 7. Liivak), 9. Sorga, 11. Ojamaa 85' ( 17. Sappinen) | 1. Cillessen, 2. Veltman 73', 3. De Ligt, 4. Van Dijk , 17. Blind, 6. Pröpper, 21. F. de Jong 71' ( 19. L. de Jong), 8. Wijnaldum, 7. Malen 63' ( 14. Berghuis), 10. Depay, 9. Babel 84' ( 16. Strootman) |  |
|                                                                                    |         |           |                                                                                                   | | |  |

### Oktober
| Donderdag 10 oktober 2019 20:45, Europees kampioenschap voetbal 2020 (kwalificatie) | Nederland                                                                   | 3-1 (0-0) | Noord-Ierland    | Opstelling Nederland | Opstelling Noord-Ierland |  |
| Stadion: Stadion Feijenoord Toeschouwers: 41.348 Scheidsrechter: Benoît Bastien     | 80' 10. Depay 20. Malen 90+1' 19. L. de Jong 90+3' 10. Depay 21. F. de Jong |           | 78' 21. Magennis | 1. Cillessen, 22. Dumfries 78' ( 19. L. de Jong), 3. De Ligt, 4. Van Dijk , 17. Blind, 15. De Roon 66' ( 6. Van de Beek), 21. F. de Jong, 8. Wijnaldum, 7. Bergwijn, 10. Depay 90+4', 9. Babel 66' ( 20. Malen) | 1. Peacock-Farnell 53', 3. Smith 67', 20. Cathcart, 5. J. Evans 60', 11. Ferguson, 14. Dallas, 13. C. Evans 87' ( 4. Flanagan), 17. McNair, 8. Davis , 6. Saville 83' ( 15. Thompson), 10. Lafferty 66' ( 21. Magennis) |  |
| Stadion: Stadion Feijenoord Toeschouwers: 41.348 Scheidsrechter: Benoît Bastien     |                                                                             |           |                  | 1. Cillessen, 22. Dumfries 78' ( 19. L. de Jong), 3. De Ligt, 4. Van Dijk , 17. Blind, 15. De Roon 66' ( 6. Van de Beek), 21. F. de Jong, 8. Wijnaldum, 7. Bergwijn, 10. Depay 90+4', 9. Babel 66' ( 20. Malen) | 1. Peacock-Farnell 53', 3. Smith 67', 20. Cathcart, 5. J. Evans 60', 11. Ferguson, 14. Dallas, 13. C. Evans 87' ( 4. Flanagan), 17. McNair, 8. Davis , 6. Saville 83' ( 15. Thompson), 10. Lafferty 66' ( 21. Magennis) |  |
| Stadion: Stadion Feijenoord Toeschouwers: 41.348 Scheidsrechter: Benoît Bastien     |                                                                             |           |                  | 1. Cillessen, 22. Dumfries 78' ( 19. L. de Jong), 3. De Ligt, 4. Van Dijk , 17. Blind, 15. De Roon 66' ( 6. Van de Beek), 21. F. de Jong, 8. Wijnaldum, 7. Bergwijn, 10. Depay 90+4', 9. Babel 66' ( 20. Malen) | 1. Peacock-Farnell 53', 3. Smith 67', 20. Cathcart, 5. J. Evans 60', 11. Ferguson, 14. Dallas, 13. C. Evans 87' ( 4. Flanagan), 17. McNair, 8. Davis , 6. Saville 83' ( 15. Thompson), 10. Lafferty 66' ( 21. Magennis) |  |
|                                                                                     |                                                                             |           |                  | | |  |

| Zondag 13 oktober 2019 18:00, Europees kampioenschap voetbal 2020 (kwalificatie)    | Wit-Rusland   | 1-2 (0-2) | Nederland                                    | Opstelling Wit-Rusland | Opstelling Nederland |  |
| Stadion: Borisov Arena Toeschouwers: 21.631 Scheidsrechter: Anastasios Sidiropoulos | 53' 2. Dragun |           | 32' 8. Wijnaldum 11. Promes 41' 8. Wijnaldum | 1. Gutor, 20. Veretilo, 3.Martynovich 62', 4. Naumov 90', 5. Polyakov, 7. Kovaljov 60' ( 11. Skavysh), 2. Dragun, 14. Yablonski 69', 10. Bakhar 50' 70' ( 9. Ebong), 22. Stasevich 57', 15. Laptev 83' ( 19. Shevchenko | 1. Cillessen, 2. Veltman, 3. De Ligt, 4. Van Dijk , 17. Blind, 6. Van de Beek 67' ( 15. De Roon), 21. F. de Jong, 8. Wijnaldum, 7. Bergwijn 89' ( 9. Babel), 20. Malen, 11. Promes 67' ( 19. L. de Jong) |  |
| Stadion: Borisov Arena Toeschouwers: 21.631 Scheidsrechter: Anastasios Sidiropoulos |               |           |                                              | 1. Gutor, 20. Veretilo, 3.Martynovich 62', 4. Naumov 90', 5. Polyakov, 7. Kovaljov 60' ( 11. Skavysh), 2. Dragun, 14. Yablonski 69', 10. Bakhar 50' 70' ( 9. Ebong), 22. Stasevich 57', 15. Laptev 83' ( 19. Shevchenko | 1. Cillessen, 2. Veltman, 3. De Ligt, 4. Van Dijk , 17. Blind, 6. Van de Beek 67' ( 15. De Roon), 21. F. de Jong, 8. Wijnaldum, 7. Bergwijn 89' ( 9. Babel), 20. Malen, 11. Promes 67' ( 19. L. de Jong) |  |
| Stadion: Borisov Arena Toeschouwers: 21.631 Scheidsrechter: Anastasios Sidiropoulos |               |           |                                              | 1. Gutor, 20. Veretilo, 3.Martynovich 62', 4. Naumov 90', 5. Polyakov, 7. Kovaljov 60' ( 11. Skavysh), 2. Dragun, 14. Yablonski 69', 10. Bakhar 50' 70' ( 9. Ebong), 22. Stasevich 57', 15. Laptev 83' ( 19. Shevchenko | 1. Cillessen, 2. Veltman, 3. De Ligt, 4. Van Dijk , 17. Blind, 6. Van de Beek 67' ( 15. De Roon), 21. F. de Jong, 8. Wijnaldum, 7. Bergwijn 89' ( 9. Babel), 20. Malen, 11. Promes 67' ( 19. L. de Jong) |  |
|                                                                                     |               |           |                                              | | |  |

### November
| Zaterdag 16 november 2019 20:45, Europees kampioenschap voetbal 2020 (kwalificatie) | Noord-Ierland | 0-0 (0-0) | Nederland | Opstelling Noord-Ierland | Opstelling Nederland |  |
| Stadion: Windsor Park Toeschouwers: 18.904 Scheidsrechter: Szymon Marciniak         |               |           |           | 1. Peacock-Farnell, 13. C. Evans 70' ( 7. McGinn), 20. Cathcart, 5. J. Evans, 3. Lewis, 17. McNair 81' ( 15. Thompson), 8. Davis 41', 6. Saville 58' ( 19. Smith), 14. Dallas 84', 21. Magennis, 18. Whyte | 1. Cillessen, 2. Veltman 31', 3. De Ligt, 4. Van Dijk , 17. Blind, 15. De Roon 11' 36' ( 6. Pröpper), 21. F. de Jong, 20. Van de Beek, 10. Berghuis 65' ( 19. L. de Jong), 9. Babel 90' ( 5. Aké), 11. Promes |  |
| Stadion: Windsor Park Toeschouwers: 18.904 Scheidsrechter: Szymon Marciniak         |               |           |           | 1. Peacock-Farnell, 13. C. Evans 70' ( 7. McGinn), 20. Cathcart, 5. J. Evans, 3. Lewis, 17. McNair 81' ( 15. Thompson), 8. Davis 41', 6. Saville 58' ( 19. Smith), 14. Dallas 84', 21. Magennis, 18. Whyte | 1. Cillessen, 2. Veltman 31', 3. De Ligt, 4. Van Dijk , 17. Blind, 15. De Roon 11' 36' ( 6. Pröpper), 21. F. de Jong, 20. Van de Beek, 10. Berghuis 65' ( 19. L. de Jong), 9. Babel 90' ( 5. Aké), 11. Promes |  |
| Stadion: Windsor Park Toeschouwers: 18.904 Scheidsrechter: Szymon Marciniak         |               |           |           | 1. Peacock-Farnell, 13. C. Evans 70' ( 7. McGinn), 20. Cathcart, 5. J. Evans, 3. Lewis, 17. McNair 81' ( 15. Thompson), 8. Davis 41', 6. Saville 58' ( 19. Smith), 14. Dallas 84', 21. Magennis, 18. Whyte | 1. Cillessen, 2. Veltman 31', 3. De Ligt, 4. Van Dijk , 17. Blind, 15. De Roon 11' 36' ( 6. Pröpper), 21. F. de Jong, 20. Van de Beek, 10. Berghuis 65' ( 19. L. de Jong), 9. Babel 90' ( 5. Aké), 11. Promes |  |
| Bijz.: Davis mist pen. (32)                                                         |               |           |           | | |  |

| Dinsdag 19 november 2019 20:45, Europees kampioenschap voetbal 2020 (kwalificatie) | Nederland | 5-0 (2-0) | Estland | Opstelling Nederland | Opstelling Estland |  |
| Stadion: Johan Cruijff ArenA Toeschouwers: 50.386 Scheidsrechter: Davide Massa     | 6' 8. Wijnaldum 11. Promes 19' 5. Aké 10. Depay 66' 8. Wijnaldum 7. Stengs 79' 8. Wijnaldum 7. Stengs 87' 18. Boadu 16. Strootman |           |         | 1. Cillessen, 3. De Ligt, 5. Aké, 6. Pröpper, 7. Stengs, 8. Wijnaldum , 9. L. de Jong 63' ( 19. Weghorst), 10. Depay 46' ( 18. Boadu), 11. Promes, 12. Van Aanholt, 21. F. de Jong 75' ( 16. Strootman) | 6. Antonov, 9. Sorga, 10. Zenjov 75' ( 15. Liivak), 11. Ojamaa 75' ( 4. Kait), 12. Lepmets, 14. Vassiljev , 16. Tamm, 18. Mets, 19. Kallaste, 20. Ainsalu, 23. Teniste 61' ( 21. Baranov) |  |
| Stadion: Johan Cruijff ArenA Toeschouwers: 50.386 Scheidsrechter: Davide Massa     | |           |         | 1. Cillessen, 3. De Ligt, 5. Aké, 6. Pröpper, 7. Stengs, 8. Wijnaldum , 9. L. de Jong 63' ( 19. Weghorst), 10. Depay 46' ( 18. Boadu), 11. Promes, 12. Van Aanholt, 21. F. de Jong 75' ( 16. Strootman) | 6. Antonov, 9. Sorga, 10. Zenjov 75' ( 15. Liivak), 11. Ojamaa 75' ( 4. Kait), 12. Lepmets, 14. Vassiljev , 16. Tamm, 18. Mets, 19. Kallaste, 20. Ainsalu, 23. Teniste 61' ( 21. Baranov) |  |
| Stadion: Johan Cruijff ArenA Toeschouwers: 50.386 Scheidsrechter: Davide Massa     | |           |         | 1. Cillessen, 3. De Ligt, 5. Aké, 6. Pröpper, 7. Stengs, 8. Wijnaldum , 9. L. de Jong 63' ( 19. Weghorst), 10. Depay 46' ( 18. Boadu), 11. Promes, 12. Van Aanholt, 21. F. de Jong 75' ( 16. Strootman) | 6. Antonov, 9. Sorga, 10. Zenjov 75' ( 15. Liivak), 11. Ojamaa 75' ( 4. Kait), 12. Lepmets, 14. Vassiljev , 16. Tamm, 18. Mets, 19. Kallaste, 20. Ainsalu, 23. Teniste 61' ( 21. Baranov) |  |
| Bijz.: Debuut van Calvin Stengs en Myron Boadu voor Oranje.                        | |           |         | | |  |

## Statistieken
Bijgewerkt tot 19 november 2019.
Legenda
| - V = Opgenomen in voorselectie - S = Opgenomen in definitieve selectie - = Door een blessure niet opgenomen in definitieve selectie | - W = Wedstrijden - = Doelpunten | - 0 (0) = Basisspeler (invalspeler) - 0 (0) = Goals (assists) | - = Gele kaarten (exclusief 2x geel) - = 2x gele kaart in 1 wedstrijd - = Rode kaarten (exclusief 2x geel) |

| Naam                   | Pos. | Maart | Maart | Juni | Juni     | September | September | Oktober | Oktober  | November | November | Gespeeld | Gespeeld | Discipline | Discipline | Discipline |
| Naam                   | Pos. | V     | S     | V    | S        | V         | S         | V       | S        | V        | S        | W        | Goal     |            |            |            |
| ---------------------- | ---- | ----- | ----- | ---- | -------- | --------- | --------- | ------- | -------- | -------- | -------- | -------- | -------- | ---------- | ---------- | ---------- |
| Patrick van Aanholt    | V    |       |       |      |          |           |           |         |          |          |          | 1        | 0        | 0          | 0          | 0          |
| Nathan Aké             | V    |       |       |      |          |           |           |         |          |          |          | 1 (2)    | 1        | 0          | 0          | 0          |
| Ryan Babel             | A    |       |       |      |          |           |           |         |          |          |          | 8 (1)    | 2 (1)    | 0          | 0          | 0          |
| Donny van de Beek      | M    |       |       |      |          |           | Blessure  |         |          |          |          | 2 (3)    | 0        | 1          | 0          | 0          |
| Steven Berghuis        | A    |       |       |      |          |           |           |         |          |          |          | 1 (1)    | 0        | 0          | 0          | 0          |
| Steven Bergwijn        | A    |       |       |      |          |           | Blessure  |         |          | Blessure | Blessure | 5 (1)    | 0        | 0          | 0          | 0          |
| Marco Bizot            | K    |       |       |      |          |           |           |         |          |          |          | 0        | 0        | 0          | 0          | 0          |
| Daley Blind ()         | V    |       |       |      |          |           |           |         |          |          |          | 9        | 0 (1)    | 1          | 0          | 0          |
| Myron Boadu            | A    |       |       |      |          |           |           |         |          |          |          | 0 (1)    | 1        | 0          | 0          | 0          |
| Jasper Cillessen       | K    |       |       |      |          |           |           |         |          |          |          | 10       | 0        | 0          | 0          | 0          |
| Memphis Depay          | A    |       |       |      |          |           |           |         |          |          |          | 8        | 6 (9)    | 0          | 0          | 0          |
| Virgil van Dijk        | V    |       |       |      |          |           |           |         |          |          |          | 9        | 1        | 0          | 0          | 0          |
| Denzel Dumfries        | V    |       |       |      |          |           |           |         |          |          |          | 6        | 0        | 2          | 0          | 0          |
| Hans Hateboer          | V    |       | *     |      |          |           |           |         |          |          |          | 0        | 0        | 0          | 0          | 0          |
| Daryl Janmaat          | V    |       |       |      |          |           |           |         |          |          |          | 0        | 0        | 0          | 0          | 0          |
| Frenkie de Jong        | M    |       |       |      |          |           |           |         |          |          |          | 10       | 1 (1)    | 0          | 0          | 0          |
| Luuk de Jong           | A    |       |       |      |          |           |           |         |          |          |          | 1 (6)    | 1        | 0          | 0          | 0          |
| Justin Kluivert        | A    |       |       |      |          |           |           |         |          |          |          | 0        | 0        | 0          | 0          | 0          |
| Terence Kongolo        | V    |       |       |      |          |           |           |         |          |          |          | 0        | 0        | 0          | 0          | 0          |
| Matthijs de Ligt       | V    |       |       |      |          |           |           |         |          |          |          | 10       | 2 (1)    | 1          | 0          | 0          |
| Donyell Malen          | A    |       |       |      |          |           |           |         |          |          | Blessure | 2 (2)    | 1 (1)    | 0          | 0          | 0          |
| Quincy Promes          | A    |       |       |      |          |           |           |         |          |          |          | 5 (3)    | 1 (2)    | 0          | 0          | 0          |
| Davy Pröpper           | M    |       |       |      |          |           |           |         | Blessure |          |          | 2 (4)    | 0        | 0          | 0          | 0          |
| Marten de Roon         | M    |       |       |      |          |           |           |         |          |          |          | 7 (1)    | 0        | 3          | 0          | 0          |
| Pablo Rosario          | M    |       |       |      |          |           |           |         |          |          |          | 0        | 0        | 0          | 0          | 0          |
| Calvin Stengs          | A    |       |       |      |          |           |           |         |          |          |          | 1        | 0 (2)    | 0          | 0          | 0          |
| Kevin Strootman ()     | M    |       |       |      |          |           |           |         |          |          |          | 0 (3)    | 0 (1)    | 0          | 0          | 0          |
| Kenny Tete             | V    |       |       |      | Blessure |           |           |         |          |          |          | 0 (1)    | 0        | 0          | 0          | 0          |
| Joël Veltman           | V    |       |       |      |          |           |           |         |          |          |          | 3        | 0        | 2          | 0          | 0          |
| Kenneth Vermeer        | K    |       |       |      |          |           |           |         |          |          | Blessure | 0        | 0        | 0          | 0          | 0          |
| Tonny Vilhena          | M    |       |       |      |          |           |           |         |          |          |          | 0        | 0        | 0          | 0          | 0          |
| Ruud Vormer            | M    |       |       |      |          |           |           |         |          |          |          | 0        | 0        | 0          | 0          | 0          |
| Stefan de Vrij         | V    |       |       |      |          |           | Blessure  |         |          |          |          | 0        | 0        | 0          | 0          | 0          |
| Wout Weghorst          | A    |       |       |      |          |           |           |         |          |          |          | 0 (1)    | 0        | 0          | 0          | 0          |
| Georginio Wijnaldum () | M    |       |       |      |          |           |           |         |          |          |          | 9        | 8 (3)    | 0          | 0          | 0          |
| Jeroen Zoet            | K    |       |       |      |          |           |           |         | Blessure |          |          | 0        | 0        | 0          | 0          | 0          |

- Werd opgeroepen ter vervanging van Kenny Tete, die binnen een minuut nadat hij inviel geblesseerd moest afhaken in de interland tegen Wit-Rusland.

KNVB ·
A-internationals ·
Bondscoaches (m) ·
Topscorers ·
Nederlands vrouwenelftal ·
Bondscoaches (v) ·
Nederland B ·
Olympisch elftal ·
Jong Oranje ·
Nederland –20 ·
Nederland –19 ·
Nederland –18 ·
Nederland –17 ·
Nederland –16 ·
Nederland –15 ·
Nederlands amateurelftal ·
Nederlands zaterdagelftal ·
Jong OranjeLeeuwinnen ·
Vrouwen –20 ·
Vrouwen –19 ·
Vrouwen –18 ·
Vrouwen –17 ·
Vrouwen –16 ·
Vrouwen –15 ·
Militair mannenelftal ·
Militair vrouwenelftal ·
Strandteam ·
Vrouwen Strandteam ·
Futsalteam ·
Vrouwen Futsalteam

EK-wedstrijden ·
WK-wedstrijden ·
Resultaten kwalificaties en eindronden ·
Nederland B-wedstrijden ·
Officieuze wedstrijden ·
EK-wedstrijden vrouwen ·
WK-wedstrijden vrouwen ·
Resultaten vrouwen kwalificaties en eindronden
1905 – 1919 ·
1920 – 1929 ·
1930 – 1939 ·
1940 – 1949 ·
1950 – 1959 ·
1960 – 1969 ·
1970 – 1979 ·
1980 – 1989 ·
1990 – 1999 ·
2000 – 2009 ·
2010 – 2019 ·
2020 – 2029
2015 ·
2016 ·
2017 ·
2018 ·
2019 ·
2020 ·
2021 · 
2022
EK's: 1976 · 
1980 · 
1988 · 
1992 · 
1996 · 
2000 · 
2004 · 
2008 · 
2012 · 
2020 · 
2024
WK's: 1934 · 
1938 · 
1974 · 
1978 · 
1990 · 
1994 · 
1998 · 
2006 · 
2010 · 
2014 · 
2022
OS: 1908 ·
1912 ·
1920 ·
1924 ·
1928 ·
1948 ·
1952 ·
2008
Albanië ·
Andorra ·
Argentinië ·
Armenië ·
Australië ·
België ·
Bosnië en Herzegovina ·
Brazilië ·
Bulgarije ·
Canada ·
Chili ·
China ·
Colombia ·
Costa Rica ·
Curaçao ·
Cyprus ·
DDR ·
Denemarken ·
Duitsland ·
Ecuador ·
Egypte ·
Engeland ·
Estland ·
Faeröer ·
Finland ·
Frankrijk ·
GOS · 
Georgië ·
Ghana ·
Gibraltar ·
Griekenland ·
Hongarije ·
Ierland ·
IJsland ·
Indonesië ·
Iran ·
Israël ·
Italië ·
Ivoorkust ·
Japan ·
Joegoslavië ·
Kameroen ·
Kazachstan ·
Kroatië ·
Letland ·
Liechtenstein ·
Luxemburg ·
Malta ·
Marokko ·
Mexico ·
Moldavië ·
Montenegro ·
Nederlandse Antillen ·
Nigeria ·
Noord-Ierland ·
Noord-Macedonië ·
Noorwegen ·
Oekraïne ·
Oostenrijk ·
Paraguay ·
Peru ·
Polen ·
Portugal ·
Qatar ·
Roemenië ·
Rusland ·
Saarland ·
San Marino ·
Saoedi-Arabië ·
Schotland ·
Senegal ·
Servië en Montenegro ·
Slovenië ·
Slowakije ·
Sovjet-Unie ·
Spanje ·
Suriname ·
Thailand ·
Tsjechië ·
Tsjecho-Slowakije ·
Tunesië ·
Turkije ·
Uruguay ·
Verenigd Koninkrijk ·
Verenigde Staten ·
Wales ·
Wit-Rusland ·
Zuid-Afrika ·
Zuid-Korea ·
Zweden ·
Zwitserland
Argentinië (1978) ·
Argentinië (2006) ·
Argentinië (2014) ·
Argentinië (2022) ·
Australië (2014) ·
Brazilië (2014) ·
Chili (2014) · 
Costa Rica (2014) ·
Denemarken (2010) ·
Denemarken (2012) ·
Duitsland (2012) · 
Ecuador (2022) · 
Frankrijk (2008) ·
Italië (2008) ·
Ivoorkust (2006) ·
Japan (2010) ·
Kameroen (2010) ·
Mexico (2014) · 
Noord-Macedonië (2021) · 
Oekraïne (2021) · 
Oostenrijk (2021) · 
Portugal (2006) ·
Portugal (2012) ·
Portugal (2019) ·
Qatar (2022) ·
Roemenië (2008) ·
Rusland (2008) ·
San Marino (2011) ·
Senegal (2022) ·
Servië en Montenegro (2006) ·
Sovjet-Unie (1988) ·
Spanje (2010) ·
Spanje (2014) ·
Tsjechië (2021) · 
Uruguay (2010) ·
Verenigde Staten (2022) · 
West-Duitsland (1974)